# University of Waikato

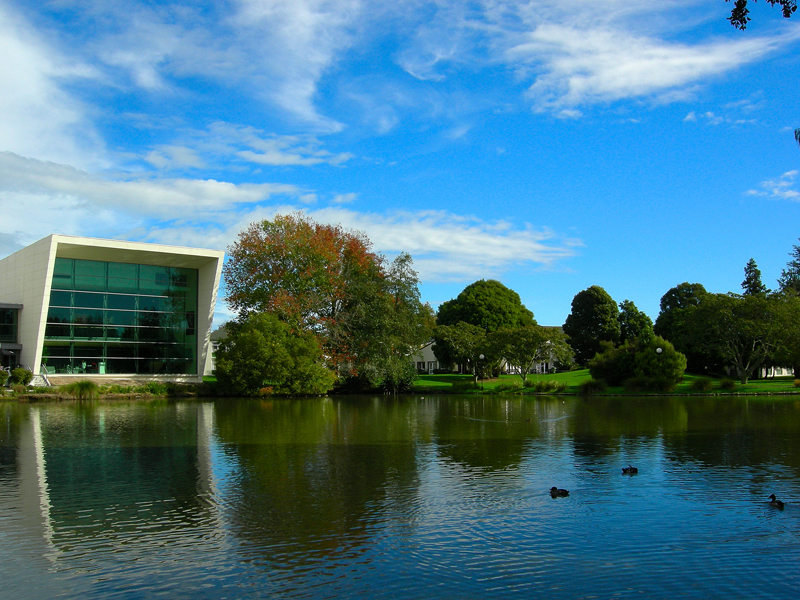

Die University of Waikato, in ihrer kompletten Bezeichnung The University of Waikato (maori: Te Whare Wānanga o Waikato) genannt, ist eine Universität in Neuseeland. Sie befindet sich in Hamilton, der Hauptstadt der Region Waikato, und hat eine Zweigstelle in Tauranga. Gegründet wurde sie 1964. Die Fakultät für Māori-Wissenschaften ist weltweit einzigartig.
Im Jahr 2011 studierten etwa 13.000 Menschen an der Universität, davon 2.299 Māori und etwa 2500 Studenten, die nicht aus Neuseeland stammen. Damit ist sie die Universität mit der höchsten Anzahl an Māori-Studierenden.

## Fakultäten

### Campus Hamilton
Die University of Waikato hat in Hamilton sieben Fakultäten (Schools of Studies):
- Fakultät für Kunst und Sozialwissenschaft (Faculty of Arts and Social Sciences)
- Managementfakultät (Waikato Management School)
- Fakultät für Erziehungswissenschaft (School of Education)
- Fakultät für Naturwissenschaften und Ingenieurwesen (School of Science and Engineering)
- Fakultät für Informatik und Mathematik (School of Computing and Mathematical Science)
- Fakultät für Rechtswissenschaften (School of Law)
- Fakultät für Māoriwissenschaften und Entwicklung der Pazifikregion (School of Māori and Pacific Development)

### Campus Tauranga
Die University of Waikato hat in Tauranga sechs Fakultäten (Departments):
- Fakultät für Kunst und Sozialwissenschaft (Faculty of Arts & Social Sciences)
- Fakultät für Erziehungswissenschaften (School of Education)
- Fakultät für Māoriwissenschaft und Entwicklung der Pazifikregion (School of Maori & Pacific Development)
- Managementfakultät (Executive Education)
- Sprachfakultät [Englisch] (Language Institute)
- Fakultät für Lebenslanges Lernen (Centre for Continuing Education)